# Cisticola cherina
El cistícola malgache (Cisticola cherina) es una especie de ave paseriforme de la familia Cisticolidae propia de Madagascar y Seychelles. Forma una superespecie con el cistícola buitrón y el cistícola de Socotora.

## Descripción
El cistícola malgache es un pájaro pequeño, de unos 11 cm de largo y un peso entre 8 y 11 g. Su plumaje en general es parduzco, el de sus partes superiores con veteado oscuro, con la garganta blanca y el resto de sus partes inferiores son claras, grisáceas o anteadas. Existen variaciones individuales de color, unos son más grisáceos y otros más castaños.

## Distribución y hábitat
Es una especie sedentaria que encuentra en la totalidad de Madagascar y también en las islas de Astove y Cosmoledo, de las Seychelles. Se sospecha que la población de las Seychelles es fruto de una colonización reciente, aunque existen algunos registros antiguos de la especie allí.
Ocupa una gran variedad de hábitats abiertos, como las sabanas, los herbazales, humedales, zonas de matorral, los límites del bosque y sus claros. También se encuentra en zonas modificadas por los hombres como pastizales y tierras de cultivo.